# Dąbrowa Bolesławiecka (gromada)
Dąbrowa Bolesławiecka (do 30 XII 1961 Kraśnik Dolny) – dawna gromada, czyli najmniejsza jednostka podziału terytorialnego Polskiej Rzeczypospolitej Ludowej w latach 1954–1972.
Gromady, z gromadzkimi radami narodowymi (GRN) jako organami władzy najniższego stopnia na wsi, funkcjonowały od reformy reorganizującej administrację wiejską przeprowadzonej jesienią 1954 do momentu ich zniesienia z dniem 1 stycznia 1973, tym samym wypierając organizację gminną w latach 1954–1972.
Gromadę Dąbrowa Bolesławiecka z siedzibą GRN w Dąbrowie Bolesławieckiej utworzono 31 grudnia 1961 w powiecie bolesławieckim w woj. wrocławskim w związku z przeniesieniem siedziby GRN gromady Kraśnik Dolny z Kraśnika Dolnego do Dąbrowy Bolesławieckiej i zmianą nazwy jednostki (zwiększonej tego samego dnia o wsie Trzebień, Golnice, Parkoszów, Trzebień Mały, Stara Oleszna, Pstrąże i Kozłów) na gromada Dąbrowa Bolesławiecka. Dla gromady ustalono 27 członków gromadzkiej rady narodowej.
Gromada przetrwała do końca 1972 roku, czyli do kolejnej reformy gminnej.